# Lupinus princei
Lupinus princei là một loài thực vật có hoa trong họ Đậu. Loài này được Harms miêu tả khoa học đầu tiên.

## Hình ảnh

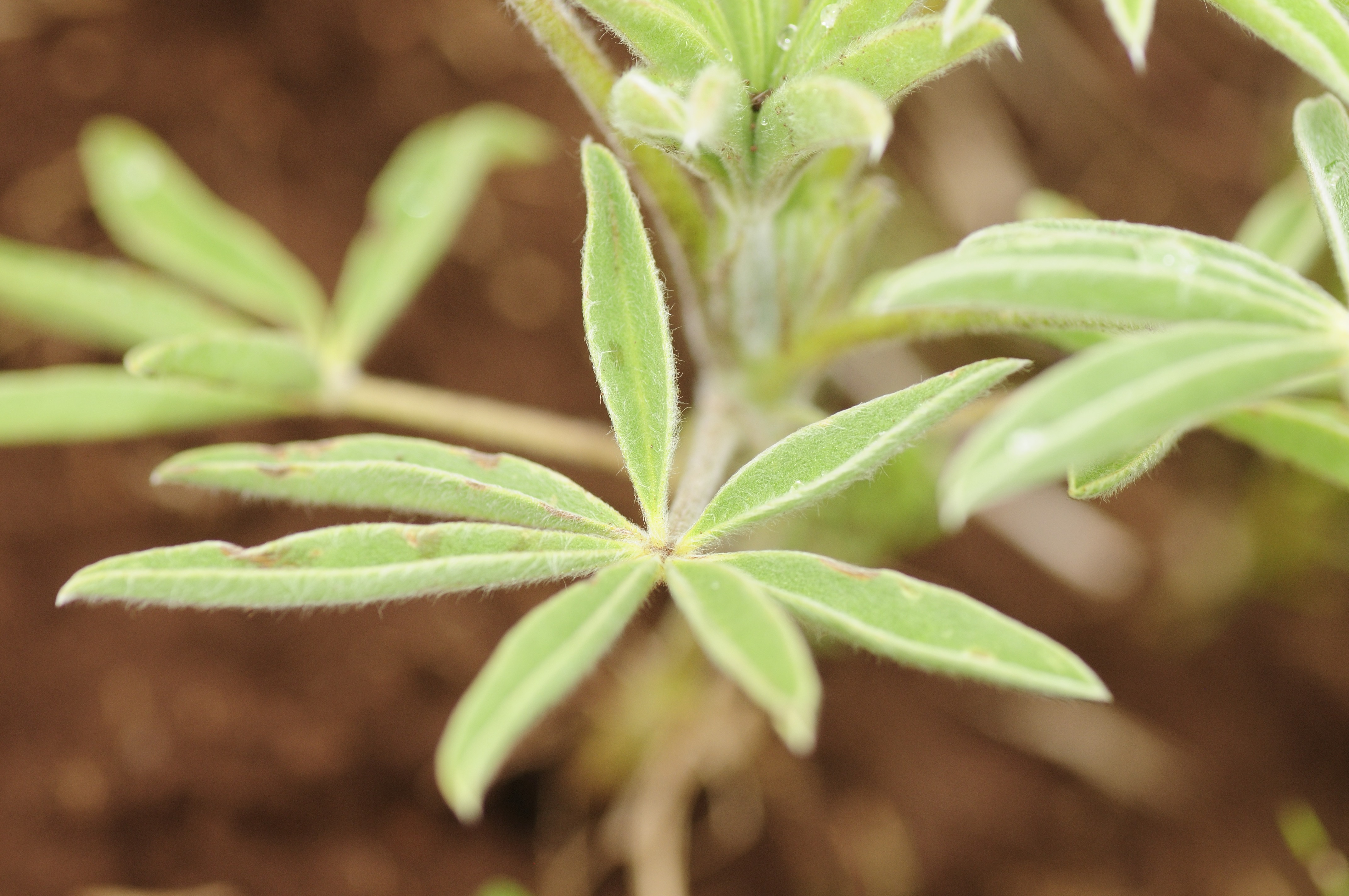
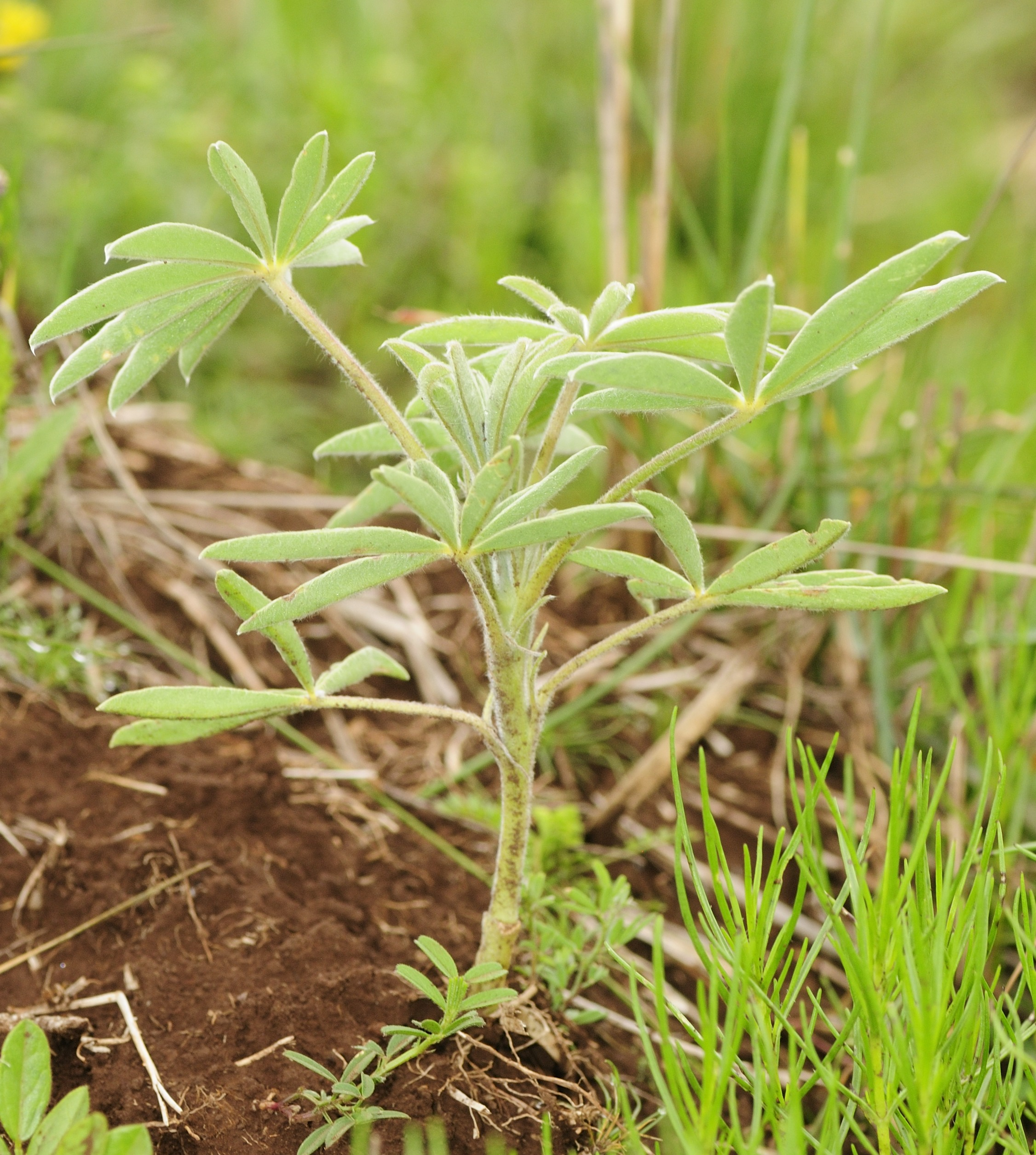